# Marvin Monterrosa
Marvin Wilfredo Monterrosa (Metapán, 1º marzo 1991) è un calciatore salvadoregno, centrocampista dell'Alianza e della Nazionale salvadoregna.

## Caratteristiche tecniche
È un esterno destro, ma può giocare anche come centrocampista centrale.

## Carriera

### Club
Ha cominciato a giocare all'Isidro Metapán. Nel 2017 viene acquistato dall'Alianza.

### Nazionale
Ha debuttato in Nazionale il 30 agosto 2014, nell'amichevole El Salvador-Repubblica Dominicana (2-0). Ha partecipato, con la Nazionale, alla CONCACAF Gold Cup 2019.

## Palmarès

### Club

#### Competizioni nazionali
- Campionato di calcio di El Salvador: 5

Isidro Metapán: 2011-2012, 2012-2013, 2013-2014, 2014-2015
Alianza: 2017-2018